# Okręg wyborczy nr 41 do Sejmu Polskiej Rzeczypospolitej Ludowej (1989–1991)
Okręg wyborczy nr 41 do Sejmu Polskiej Rzeczypospolitej Ludowej (1989–1991) obejmował Wodzisław Śląski oraz gminy Godów, Gorzyce, Jastrzębie-Zdrój, Krzanowice, Krzyżanowice, Kuźnia Raciborska, Lubomia, Mszana, Nędza, Pietrowice Wielkie, Racibórz, Rudnik i Zebrzydowice (województwo katowickie). W ówczesnym kształcie został utworzony w 1989. Wybieranych było w nim 5 posłów w systemie większościowym.
Siedzibą okręgowej komisji wyborczej był Wodzisław Śląski.

## Wybory parlamentarne 1989

### Mandat nr 159 – bezpartyjny
| Kandydat                                                          | Głosów  | %     |
| ----------------------------------------------------------------- | ------- | ----- |
| Stanisława Krauz                                                  | 111 905 | 74,60 |
| Urszula Żałoba                                                    | 15 610  | 10,41 |
| Mirosław Płysa                                                    | 15 423  | 10,28 |
| Liczba głosów ważnych: 150 003 Źródło: Państwowa Komisja Wyborcza |         |       |

### Mandat nr 160 – bezpartyjny
| Kandydat                                                          | Głosów  | %     |
| ----------------------------------------------------------------- | ------- | ----- |
| Henryk Sienkiewicz                                                | 108 917 | 76,97 |
| Andrzej Karłowski                                                 | 10 537  | 7,45  |
| Wacław Świderski                                                  | 8344    | 5,90  |
| Ewa Schmidt                                                       | 8339    | 5,89  |
| Liczba głosów ważnych: 141 502 Źródło: Państwowa Komisja Wyborcza |         |       |

### Mandat nr 161 –Polska Zjednoczona Partia Robotnicza
| Kandydat | I tura | I tura | II tura | II tura |
| Kandydat | Głosów | %      | Głosów  | %       |
| --- | ------ | ------ | ------- | ------- |
| Andrzej Gajdziński                                                                                             | 27 461 | 18,76  | 19 297  | 34,32   |
| Wilhelm Wolnik                                                                                                 | 26 281 | 17,95  | 28 736  | 51,10   |
| Stanisław Kuźnik                                                                                               | 24 637 | 16,83  | —       | —       |
| Liczba głosów ważnych: 146 384 (I tura) • 56 230 (II tura) Źródło: Państwowa Komisja Wyborcza I tura i II tura |        |        |         |         |

### Mandat nr 162 –Zjednoczone Stronnictwo Ludowe
| Kandydat | I tura | I tura | II tura | II tura |
| Kandydat | Głosów | %      | Głosów  | %       |
| --- | ------ | ------ | ------- | ------- |
| Wiesława Kiermaszek-Lamla                                                                                      | 37 206 | 25,47  | 30 662  | 54,73   |
| Kazimierz Kłosok                                                                                               | 23 692 | 16,22  | 16 964  | 30,28   |
| Jacek Kosmaty                                                                                                  | 15 797 | 10,81  | —       | —       |
| Liczba głosów ważnych: 146 109 (I tura) • 56 029 (II tura) Źródło: Państwowa Komisja Wyborcza I tura i II tura |        |        |         |         |

### Mandat nr 439 –Polska Zjednoczona Partia Robotnicza
| Kandydat                                                         | Głosów | %     |
| ---------------------------------------------------------------- | ------ | ----- |
| Sławomir Wiatr                                                   | 21 113 | 37,61 |
| Andrzej Gdula                                                    | 20 085 | 35,77 |
| Liczba głosów ważnych: 56 143 Źródło: Państwowa Komisja Wyborcza |        |       |